# Det var en gång... (film, 1945)
Det var en gång... är en svensk film från 1945 i regi av Arne Bornebusch. 

## Om filmen
Filmen premiärvisades 15 december 1945 på biografen Spegeln i Stockholm. Filmfotograf var Nils Thernelius, Hilding Bladh och Max Wilén.

## Handling
En gårdfarihandlare besöker en stuga, för familjen där berättar han några sagor.

## Rollista (i urval)
- Thor Modéen - vandringsmannen, gårdfarihandlare
- Ida Gawell-Blumenthal - farmor
- Nils Hultgren - pappa
- Mona Mårtenson - mamma
- Nils Thornström - Nisse
- Douglas Håge - skrothandlaren
- Sven Jerring - farbror Sven